# تپه درگه (۲)
تپه درگه (۲) در شهرستان گیلانغرب، بخش گواور، دهستان گواور، ۶۰۰م شمال روستای درگه واقع شده و این اثر در تاریخ ۲۷ اسفند ۱۳۸۶ با شمارهٔ ثبت ۲۲۴۰۰ به‌عنوان یکی از آثار ملی ایران به ثبت رسیده است.